# Minas Timur
Minas Timur is een bestuurslaag in het regentschap Siak van de provincie Riau, Indonesië. Minas Timur telt 3699 inwoners (volkstelling 2010).